# Деметр Чипарус
Деме́тр Чипа́рус (рум. Dumitru Chipăruș; 16 вересня 1886, Дорогой — 22 січня 1947, Париж) — один із найяскравіших скульпторів епохи ар-деко.

## Біографія
Деметр Чипарус народився у Румунії в заможній родині орієнтовано в 1886—1988 роках (точні дати його народження та смерті досі не встановлені). У 1909 році він їде в Італію, де навчається у скульптора Рафаело Романеллі. Пізніше переїжджає в Париж і в 1912 році вступає до Академії мистецтв та бере уроки в Антоніна Мерсьє та Жана Буше.

Скульптура Деметра Чипаруса «Секрет»

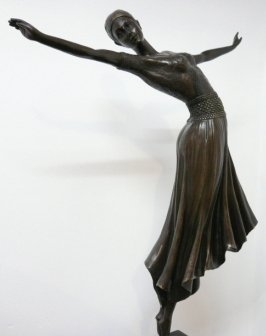
«Танцівниця»

## Творчість
Починав Чипарус зі скульптур реалістичного характеру. В 1914 році відбулася його перша персональна виставка в салоні Товариства французьких художників у Парижі, на якій він показав свої твори невеликого розміру.
У 1910-х по всій Європі, особливо ж у Франції, з колосальним успіхом проходили «Російські сезони» Сергія Дягілєва. Блискучі танцівники Ніжинський, Павлова, Карсавіна, Іда Рубінштейн надихнули Чипаруса на серію робіт, присвячених темі балету. Наприклад, обличчя фігур скульптурної групи «Перський танець» мають портретні риси Вацлава Ніжинського й Іди Рубінштейн, а костюм скульптури «Морська зірка» з точністю повторює ескіз костюма Золотої Рибки з балету Лева Анненського «Підводне царство» на музику Римського-Корсакова. І надалі Чипарус нерідко створював свої скульптури за фотознімками російських і паризьких танцівниць, моделей із модних журналів.
Однак справжня слава прийшла до скульптора в 20-х роках, коли він удосконалив хризоелефантинну техніку (спосіб створення скульптур із бронзи або золота й слонової кістки) й став одним із найпопулярніших майстрів модного в ті роки стилю ар-деко.
Після відкриття гробниці Тутанхамона в 1922 році в паризьку моду ввійшло мистецтво Стародавнього Єгипту та Сходу. Воно також відбилося на творчості майстра. Спільно з Клер Коліне він створює низку творів із зображенням єгипетської цариці Клеопатри, а також скульптуру «Єгипетські танцівниці».
Уловлюючи «радість життя» епохи джазу, роботи Чипаруса ідеально підійшли до способу життя тих років і передають дух ар-деко в його найбільш виразних і декоративних проявах: російський балет Дягілєва, мистецтво Стародавнього Єгипту, феміністський ідеал «Нова жінка» й особливо «Паризький мюзик-хол» були одними з головних джерел натхнення для його творінь.
Та розпочалася Друга світова війна. Під час німецької окупації французькі ливарні різко скоротили виробництво. Економічна ситуація не сприяла розвитку декоративного мистецтва, й матеріальне становище багатьох скульпторів погіршилося.
Від початку 1940-х років. Чипарус не продав жодної роботи, однак продовжував працювати для себе, виконуючи анімалістичні скульптури в стилі ар-деко. У 1942-му на Паризькому салоні були виставлені його гіпсові скульптури «Полярний ведмідь» і «Американський бізон», а в 1943-му він продемонстрував «Полярного ведмедя», виконаного в мармурі та гіпсового «Пелікана». Скульптури майстра тих років відлунювали безрозсудною сентиментальністю 1920—1930-х. Черпаючи джерела в стародавній французькій традиції вишуканого прикладного художньо-декоративного мистецтва, Чипарус поєднує в своїх творах елегантність та розкіш.
Згідно з деякими джерелами, митець помер у 1947 році й похований на цвинтарі Багне неподалік від Парижа. Інтерес колекціонерів до його творів з'явився в 1970-х роках, а починаючи з 1990-х, він переріс у справжній ажіотаж. Сьогодні Деметра Чипаруса найбільше шанують як майстра бронзових скульптур ар-деко.
Альберто Шайо, один із найавторитетніших дослідників у галузі скульптури ар-деко з бронзи й слонової кістки, у своїй книзі «Чипарус: майстер ар-деко» пише: «Париж 1920-х: у безрозсудні часи між двома світовими війнами авангардна музика, танці й мистецтво відходили від академічних шаблонів.
Сучасна обстановка того часу, що б'є через край енергією життя відображена в життєрадісних скульптурах Деметра Чипаруса». Шайко підкреслює: «Безумовно, Чипарус був майстром скульптури хризоелефантинної техніки».
Роботи Чипаруса захоплюють багатьох колекціонерів по всьому світу й далеких від мистецтва людей. Вони продаються за шаленими цінами. Так, скульптура «Шива», присвячена однойменному індуїстському божеству, була продана за рекордну суму в 510 тис. доларів на аукціоні «Сотбіс» у Парижі в грудні 2006 року, хоча за 25 років до цього вона перейшла від одного власника до іншого лише за 50 тисяч. У квітні 2007 року на хвилі повального захоплення роботами майстра був побитий новий рекорд: групова скульптура «Дівчата» пішла з молотка за 950 тис. доларів на аукціоні «Сотбіс» у Нью-Йорку.
Роботи Деметра Чипаруса знаходяться у приватних колекціях Ігоря Воронова, Мкртича Окрояна та ін. Чисельною колекцією володіє Російський Дім Art Deco — зібрання налічує 100 скульптур румунського майстра.
Останні виставки, на яких були представлені роботи скульптора проходили у Києві в березні 2010 (Великий скульптурний салон, Український дім) та у Москві в жовтні 2010 («Образы Ар Деко», Москва, Галерея Ар Деко та Інститут російського живопису).